# Euproctis chrysorrhoea

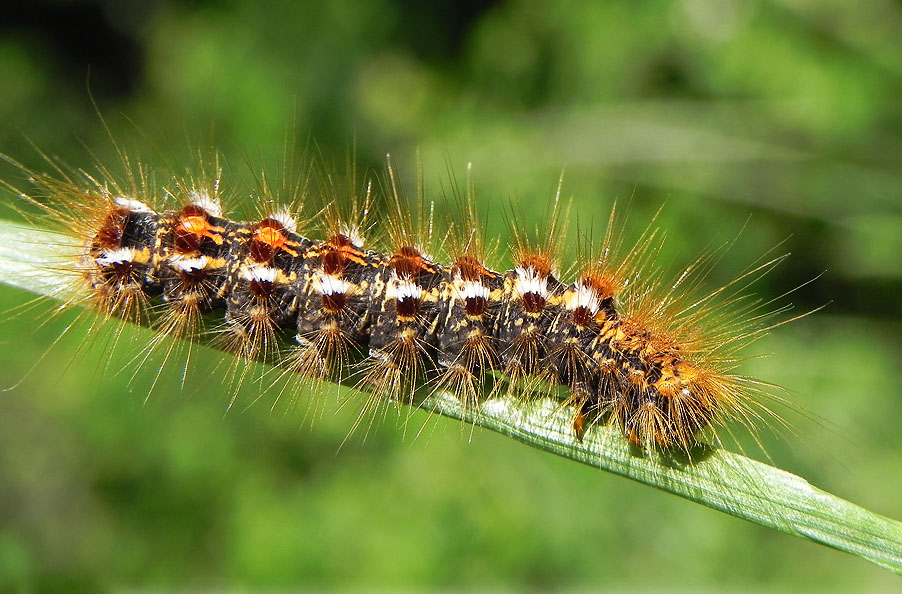
Euproctis chrysorrhoea, larva

La mariposa lagarta cola parda (Euproctis chrysorrhoea) es una polilla de la familia Erebidae. Se encuentra en Europa. En América del Norte solo se encuentra en la costa de Maine y Cape Cod donde está considerada una especie invasora que llegó a Estados Unidos en 1890 en plantas provenientes de Europa.

## Plantas de las que se alimenta
- Acacia
- Acer - Arce
- Arbutus
- Amelanchier
- Arctium
- Betula - Abedul
- Carya
- Castanea - Castaño
- Chaenomeles speciosa - Membrillo de flor

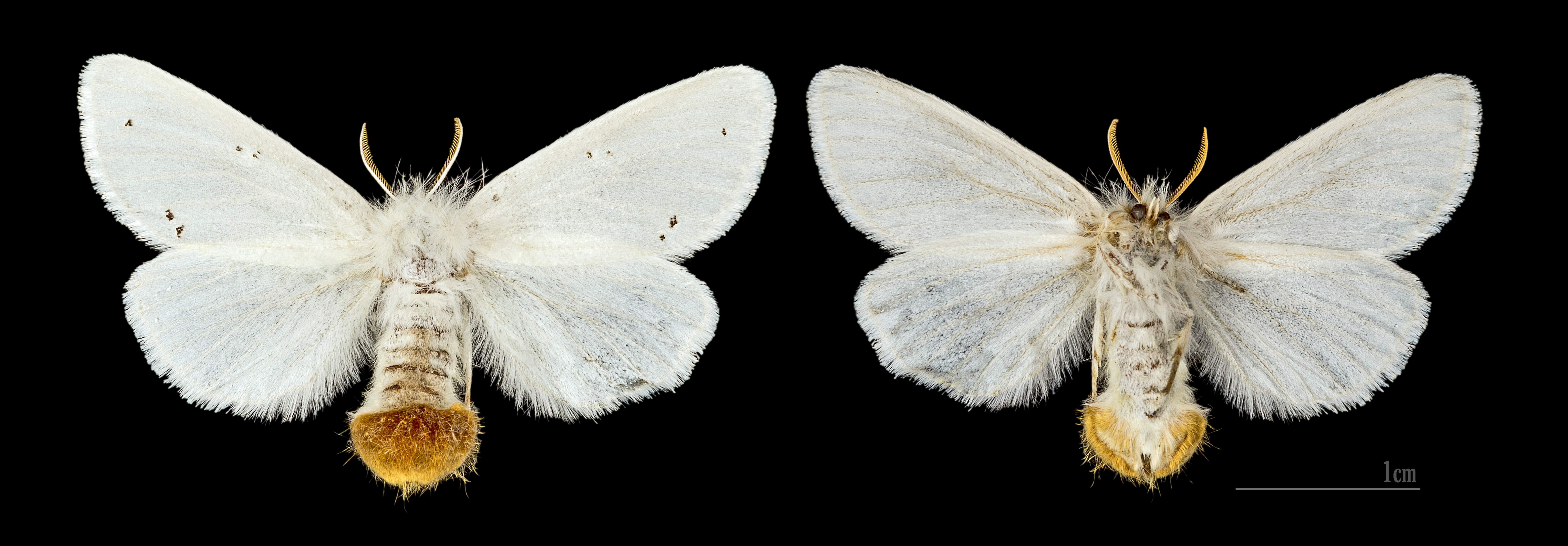
♀
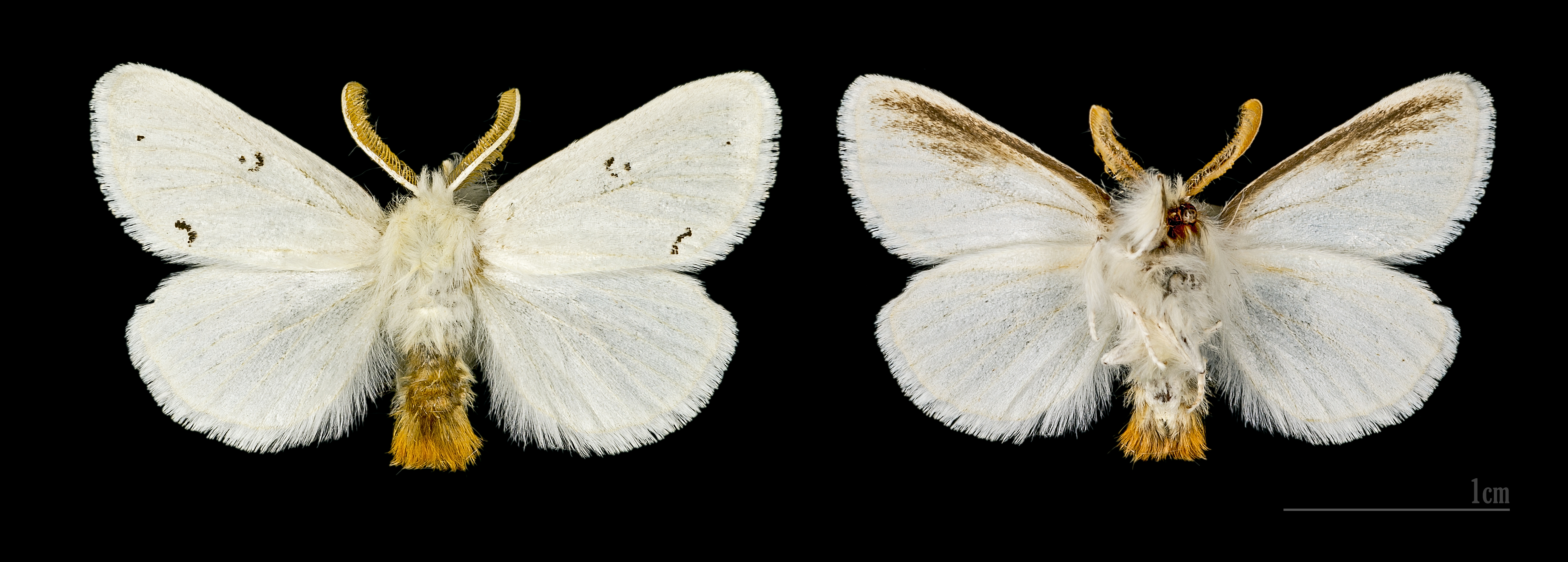
♂

- Crataegus
- Cydonia - Membrillo
- Fagus - Hayas
- Forsythia
- Fragaria - Frutilla
- Fraxinus - Fresno
- Geranium
- Gossypium
- Hippophae
- Juglans - Nuez
- Malus - Manzano
- Myrica
- Parthenocissus
- Plantago
- Populus - Álamo
- Prunus
- Pyrus - Pera
- Quercus - Roble
- Rheum - Ruibarbo
- Ribes
- Robinia
- Rosa - Rosa
- Rubus
- Rumex
- Salix - Sauce
- Sambucus
- Sorbus
- Spiraea
- Tilia
- Trifolium - Trébol
- Ulmus - Olmo
- Viburnum
- Vitis - Uva
- Weigela
- Wisteria